# شطرنج أوميغا
| w4 wd | <W4 A | B     | C     | D     | E     | F     | G     | H     | I     | W3> J | w3 wd |
| 9     | a9 zd | b9 rd | c9 nd | d9 bd | e9 qd | f9 kd | g9 bd | h9 nd | i9 rd | j9 zd | 9     |
| 8     | a8 pd | b8 pd | c8 pd | d8 pd | e8 pd | f8 pd | g8 pd | h8 pd | i8 pd | j8 pd | 8     |
| 7     | a7    | b7    | c7    | d7    | e7    | f7    | g7    | h7    | i7    | j7    | 7     |
| 6     | a6    | b6    | c6    | d6    | e6    | f6    | g6    | h6    | i6    | j6    | 6     |
| 5     | a5    | b5    | c5    | d5    | e5    | f5    | g5    | h5    | i5    | j5    | 5     |
| 4     | a4    | b4    | c4    | d4    | e4    | f4    | g4    | h4    | i4    | j4    | 4     |
| 3     | a3    | b3    | c3    | d3    | e3    | f3    | g3    | h3    | i3    | j3    | 3     |
| 2     | a2    | b2    | c2    | d2    | e2    | f2    | g2    | h2    | i2    | j2    | 2     |
| 1     | a1 pl | b1 pl | c1 pl | d1 pl | e1 pl | f1 pl | g1 pl | h1 pl | i1 pl | j1 pl | 1     |
| 0     | a0 zl | b0 rl | c0 nl | d0 bl | e0 ql | f0 kl | g0 bl | h0 nl | i0 rl | j0 zl | 0     |
| w1 wl | A<W1  | B     | C     | D     | E     | F     | G     | H     | I     | JW2>  | w2 wl |

شطرنج أوميغا هو متغيرة شطرنج تجارية ابتكرها دانيال ماكدونالد، وتلعب في رقعة أبعادها 10x10 مع مربع إضافي يناظر قطريا كل زاوية للرقعة حيث يتموضع السحرة في بداية اللعب ، تلعب هذه المتغيرة مثل الشطرنج العادي مع وجود الأبطال مجاورين للقلاع في زوايا الرقعة ومعهم السحرة في مربعات متناظرة قطريا.
أحد أسباب إضافة قطع جديدة هو معادلة رقم القطع القافزة مع القطع المنزلقة، تم ابتكار الساحر خصيصا ليكون مقيدا باللون بسبب تناظر الزوايا الأربع الجديدة، يمتاز شطرنج أوميغا بإمكانيات تكتيكية جديدة منها الإماتة بحصانين فقط.

## نهاية اللعب
توفر مربعات الزوايا الأربع في شطرنج اوميغا العديد من إمكانيات وخصائص نهاية اللعبة.  على سبيل المثال، على عكس الشطرنج القياسي، يمكن للملكة وحدها (بدون مساعدة الملك) أن تقوم بكش ملك مات.  من السهل القيام بذلك إذا كان ملك العدو في ساحة انطلاق ساحر أو بطل.  ومع ذلك، لا يمكن للملك والقلعة تنفيذه، لأن القلعة وحدها لا يمكنها إجبار الملك على الذهاب للحافة دون دفعه إلى الزاوية حيث لا يمكن التغلب عليه.  تشتمل مجموعات المواد الأخرى التي تؤدي إلى انتصارات إجبارية مباشرة نسبيًا على فيلين اوفارسين اوبطلين أو بطل وفارس.  يمكن أيضًا الفوز بلعبة النهاية مع الفيل والساحر (بشرط أن يكونا بألوان متقابلة)، على الرغم من أن التقنية أكثر تعقيدًا إلى حد ما.  تتطلب تركيبات المواد الأخرى إبقاء الملك بعيدًا عن الزاوية ذات الألوان الخاطئة وبالتالي تقنية أكثر دقة؛  ومن هؤلاء الفيل والبطل اوالساحر والبطل اوالفيل والفارس.

## شطرنج أوميغا المتقدم
في عام 2008، طور مصممو شطرنج اوميغا امتدادًا للعبة يسمى شطرنج اوميغا المتقدم.
أضيفت حركة جديدة تسمى الحراسة.  هذه النقلة مساوية للتبييت ولكن يتم تنفيذها بواسطة الملكة والقلعة حيث تتحرك الملكة مربعين نحو القلعة ثم تقفز القلعة إلى المربع الذي يلي الملكة من الجهة الأخرى.  لكي تكون الحراسة قانونية، يجب ألا تكون كل من الملكة والقلعة قد قاما بأي تحركات سابقة، وأن لا يكون هناك أي قطع بينهما.  الهجمات غير ذات صلة.  التدوين هو "S-S" لجهة الملكة أو "S-S-S" لـجهة الملك.
قُدِمت قطعة جديدة تسمى الأحمق.   يبدأ كل لاعب بواحد بالضبط.
الأحمق ليس له موضع بداية على اللوحة.  بدلاً من ذلك، يمكن إدخاله في أول 20 حركة من اللعبة، عندما تقوم قطعة اللاعب بأول تحرك لها، أو إذا قبض عليها، عن طريق وضع المخادع في المكان الذي تم إخلاؤه لتلك القطعة.  عند التبييت أو الحراسة، يمكن وضع المخادع على أي من المربعين المتاحين.
التدوين هو "F".  تشير "* F" بعد الحركة إلى «مظهرها»، إلا عند التبييت أو الحماية، حيث تحل "F" محل رمز النهاية ذي الصلة (بالنظر من جانب الأبيض).
الأحمق يهدد ويتحرك ويلتقط مثل القطعة التي استخدمها الخصم آخر مرة.  على سبيل المثال، إذا قام الأبيض بتحريك ملكته، فإن أحمق الأسود هو ملكة فعليًا.
إذا قام الأحمق بمحاكاة بيدق، فلا يُسمح له إلا بحركة أولى واحدة، ولا يُسمح بالترقية.
إذا كان ملكًا، فلا حاجة لتنفيذ كش مات له، ولا يمكنه التبييت.
إذا كانت ملكة، فلا يمكن لها تنفيذ الحراسة.
إذا كان أحمق، فإنه ينسخ أحمق الخصم.
يمكن ترقية البيدق إلى الأحمق.
الأحمق ينسخ على الفور ترقية البيدق (ما لم يكن ذلك أحمق، فإنه يعمل بمثابة بيدق).
يمكن للأحمق القفز من ساحة الساحر إلى مربع ساحر فارغ آخر.
«التحقق من التهديد»: بعد القيام بحركة، يصبح أحمق الخصم نفس القطعة لحركة واحدة؛  إذا أعطى المخادع شيكًا فوريًا، فستكون النقلة غير قانونية، وبالتالي منع القطعة من الحركة («تحييدها») ما لم تتحرك لمنع الشيك أو أخذ الأحمق.
التهديد المتبادل: أي قطعة تتحرك إلى وضع يهاجم أحمق الخصم يتم تهديدها على الفور من قبل الأحمق، وبالتالي يمكن أخذها؛  قد يمنع الهجوم «المكتشف» على الأحمق هذا («الالتقاط غير المباشر»)، عن طريق تحريك نوع مختلف من القطع بعيدًا عن الطريق بدلاً من ذلك.
إذا كان هناك حمقى خصم إضافيين من الترقيات، فستكون هناك حاجة إلى مزيد من الحذر.
القاعدتان التاليتان هما جزءان اختياريان
قد يجمد الأحمق قطعة الخصم في مربع مجاور متعامد، وبالتالي يمنعها من الحركة.  شل الأحمق الأبيض الملكة السوداء، أما الأحمق الأسود فقد شل حركة الرخ الأبيض.  يمكن للقطعة الثابتة التحرك مرة أخرى إذا تحرك الأحمق بعيدًا أو تم القبض عليه.  بالإضافة إلى ذلك، يمكن للقطعة الثابتة أن تتحرك إذا كانت متعامدة أيضًا بجوار أحمق من نفس لونها.
قطعة جديدة يمكن أن تحل محل الفارس العادي، يسمى فرسان الهيكل.  يتحرك فرسان الهيكل مثل الفارس العادي، لكنه قد يختار عمل قفزة غير سريعة (2,3) بدلاً من القفزة المعتادة (1,2).

## لوح الشطرنج
يتم لعب أوميغا الشطرنج بلاعبين.  كما هو الحال في الشطرنج القياسي، قبل بدء اللعبة، يجب على اللاعبين تحديد لون القطع التي سيبدأون بها، بيضاء ام سوداء.  يقوم اللاعب الأبيض بالحركة الأولى ويتبعه اللاعب الأسود.  تتبع جميع القطع القياسية نفس القواعد المتبعة في الشطرنج التقليدي، باستثناء البيادق التي تم تعديلها للعب على لوح 10x10.
يلعب شطرنج اوميغا على رقعة 10 × 10 وأربعة مربعات للساحر على امتداد كل زاوية.  هذه المربعات تعد جزءًا من اللوحة ويمكن أن تشغلها أي قطعة (باستثناء البيادق والقلاع، حيث لا توجد طريقة للوصول إلى هناك بالنسبة لها).
توضع الزاوية السوداء على يمين كل لاعب.  يضع اللاعب الساحر في مربعات الزاوية المائلة التي تمتد خارج ميدان اللعب 10 × 10.  يوضع الأبطال في زوايا رقعة 10 × 10، ثم القلاع والأحصنة والأفيال.  ثم توضع الملكة على المربع المطابق للون الخاص بها ويوضع الملك بجانب الملكة.  يتم وضع بيدق واحد على صف المربعات أمام كل قطعة باستثناء الساحر.

## هدف اللعبة
يظل هدف اللعبة كما هو في الشطرنج القياسي؛  كش ملك مات لملك الخصم.  عندما يتم تهديد الملك بشكل مباشر بقطعة من قطع الخصم.  يجب على اللاعب الخاضع للتهديد الرد بإحدى الطرق الثلاث.  يجب عليه إما أخذ قطعة التهديد أو قطع الطريق على القطعة المهددة أو نقل الملك إلى مربع غير مهدد
يحدث كش ملك مات عندما يكون ملك اللاعب قيد التهديد ولا يكون لدى اللاعب أي طريقة للخروج من التهديد في الخطوة التالية.  هذا ينهي اللعبة لصالح اللاعب الذي قام بالتهديد.
يمكن أن تنتهي لعبة الشطرنج أيضًا بالتعادل
قد يحدث ذلك بإحدى الطرق الأربع:
حالة الردب: تحدث حالة الردب إذا لم يتمكن اللاعب غير الخاضع للشيك من تحريك أي قطعة، بما في ذلك الملك، دون وضع ملكه تحت التهديد.
قطع غير كافية: عندما لا يكون لدى أي من اللاعبين القطع اللازمة لتنفيذ كش ملك مات للاعب الآخر.  على سبيل المثال  فيل وملك ضد ملك.
التكرار الثلاثي للمركز: يتم تعادل اللعبة إذا ظهر نفس الموضع (مع نفس الشخص أثناء الحركة) على رقعة الشطرنج ثلاث مرات.
قاعدة 50 حركة: إذا كانت هناك 50 حركة متتالية للأبيض والأسود بدون أسر أي قطعة أو تحريك بيدق.
إذا شعر اللاعب أن مركزه ميؤوس منه، فيمكن للاعب إنهاء اللعبة بالأنسحاب.  بدلاً من ذلك، إذا شعر اللاعبون أنه لا يمكن لأي طرف الفوز، فقد يوافقون على التعادل.

## حركات القطع
جميع قطع الشطرنج تأخذ قطعة الخصم عن طريق احتلال المربع الذي تشغله قطعة الخصم.
يتحرك الملك والملكة والفيل والحصان والقلعة كما يفعلون في الشطرنج القياسي.  عمليا لا شيء تغير في لعبة الشطرنج مع أوميغا الشطرنج.
الملك يمكن للملك التحرك لمربع واحد في أي اتجاه، إلا عند التبييت.  التبييت هو حركة دفاعية باستخدام الملك وأحدى القلاع .  يمكن للاعب التبييت شريطة أن:
الملك ليس تحت التهديد.
لم يتم تحريك الملك والقلعة منذ بداية اللعبة.
جميع المربعات بين الملك والقلعة فارغة.
لن يتحرك الملك أو يهبط في مربع تحت التهديد.
عند التبييت، يتحرك الملك إما مربعين نحو جهة الملك، أو يحرك الملك مربعين نحو جهة الوزير.  تنتقل القلعة إلى المربع الذي يلي المربع الذي وصل اليه الملك .
الفيل عبارة عن قطعة خطية تتحرك في مسار خالٍ من القطع لأي عدد من المربعات قطريًا.  الفيل قطعة مقيدة باللون .
القلعة هي أيضًا قطعة خطية.  تتحرك في مسار خالي من القطع لأي عدد من المربعات بشكل متعامد (أفقيًا أو عموديا).
الملكة أو الوزير هي أقوى قطعة شطرنج، وتجمع بين حركات الفيل والقلعة.  تتحرك في مسار خالي من القطع لأي عدد من المربعات قطريًا أو متعامدًا.
الحصان، هو القطعة الوحيدة في الشطرنج القياسي التي يمكنها القفز من فوق القطع الأخرى.  يستطيع الفارس التحرك مربعين أفقيًا وواحد عموديا أومربعين عموديا وواحد افقيا .
 البطل وهو قطعة جديدة، يمكن أن يتحرك مربع واحد أو مربعين للأمام أو للخلف أو إلى أي جانب.  أو يمكن للبطل أن يقفز مربعين للأمام أو للخلف أو لأي من الجانبين، أو يقفز مربعين قطريًا في جميع الاتجاهات الأربعة.  يمكن للبطل القفز فوق القطع ويمكنه التحكم في ما يصل إلى اثني عشر مربعًا.  (انظر الشكل) لا يمكن للبطل أن يتحرك بمقدار مربع واحد قطرياً.
من الموضع الافتتاحي، يمكن للبطل أن يدخل اللعبة فورًا بالقفز إلى المربعات a2 - c2، h2 - j2، j7 - h7، a7 - c7.
 الساحر   يمكن أن يتحرك مربعًا واحدًا قطريًا في جميع الاتجاهات الأربعة كالفرز.  أو، ويمكن أن يتحرك الساحر ثلاثة مربعات أفقيًا وواحد عموديا أو ثلاث مربعات عموديا ثم واحد افقيا ولذلك فإن الساحر قطعة مقيدة باللون.  يستطيع الساحر القفز فوق القطع للتحكم أيضًا في ما يصل إلى اثني عشر مربعًا
| w4 | <W4 A | B  | C     | D     | E     | F     | G     | H     | I  | W3> J | w3 |
| 9  | a9    | b9 | c9    | d9    | e9    | f9    | g9    | h9    | i9 | j9    | 9  |
| 8  | a8    | b8 | c8    | d8    | e8    | f8    | g8    | h8    | i8 | j8    | 8  |
| 7  | a7    | b7 | c7 xx | d7    | e7 xx | f7    | g7 xx | h7    | i7 | j7    | 7  |
| 6  | a6    | b6 | c6    | d6    | e6 xx | f6 xo | g6    | h6 xo | i6 | j6    | 6  |
| 5  | a5    | b5 | c5 xx | d5 xx | e5 zd | f5 xx | g5 xx | h5    | i5 | j5    | 5  |
| 4  | a4    | b4 | c4    | d4 xo | e4 xx | f4 xo | g4    | h4 xo | i4 | j4 xo | 4  |
| 3  | a3    | b3 | c3 xx | d3    | e3 nd | f3    | g3 wd | h3    | i3 | j3    | 3  |
| 2  | a2    | b2 | c2    | d2 xo | e2    | f2 xo | g2    | h2 xo | i2 | j2 xo | 2  |
| 1  | a1    | b1 | c1    | d1    | e1    | f1    | g1    | h1    | i1 | j1    | 1  |
| 0  | a0    | b0 | c0    | d0    | e0    | f0 xo | g0    | h0 xo | i0 | j0    | 0  |
| w1 | A<W1  | B  | C     | D     | E     | F     | G     | H     | I  | JW2>  | w2 |

من الوضع الافتتاحي، يمكن الساحر أن يدخل اللعبة على الفور من خلال القفز إلى المربعات: a2، j2 - j7، a7.
البيادق: يمكن للبيدق فقط المضي قدما.  من موقعه الأولي، يمكن أن يتحرك بيدق في شطرنج أوميغا واحدًا أو اثنين أو ثلاثة مربعات للأمام وبعد ذلك، مربع واحد فقط في كل مرة.  لا يستطيع البيدق التحرك لمربع واحد في البداية ثم مربعين بعد ذلك.  عند القيام بحركة أولية مزدوجة أو ثلاثية، لا يستطيع البيدق القفز فوق القطع الأخرى.  بينما تتحرك البيادق للأمام مباشرة، لا يمكنها التقاط قطعة الخصم إلا بالتحرك لمربع واحد للأمام قطريًا.
عندما يصل البيدق إلى الجانب الآخر من اللوحة (المرتبة العاشرة) يتم ترقيته على الفور إلى أي قطعة باستثناء الملك (غالبًا إلى الملكة).

## روابط خارجية
- الموقع الرسمــي
- قواعد شطرنج أوميغا
- الاستراتيجية في شطرنج أوميغا